# Черновский (Обливский район)
Черно́вский — хутор в Обливском районе Ростовской области.
Входит в состав Нестеркинского сельского поселения.

## Население
| 2010 |
| ---- |
| 10   |

## Улицы
На хуторе имеется одна улица — Лесная.